# Święty Franciszek z bratem Leonem
Święty Franciszek z bratem Leonem – obraz autorstwa hiszpańskiego malarza pochodzenia greckiego Dominikosa Theotokopulosa, znanego jako El Greco. Obraz jest sygnowany: domènikos theotokópoulos krès.
El Greco wielokrotnie malował św. Franciszka. Przedstawiał go w różnych pozach ekstazy, niemal zawsze z nieodłączną trupią czaszką. Po raz pierwszy po temat ten sięgnął jeszcze podczas swojego pobytu w Rzymie, tuż przed wyjazdem do Hiszpanii.
Jest to jedno z najpopularniejszych przedstawień Franciszka autorstwa El Greca. Znanych jest około trzydziestu replik obrazu. Sposób przedstawienia świętego odbiega od znanych wizerunków; jest to zupełnie innowacyjne ujęcie związane z filozofią św. Jana od Krzyża. Artysta przedstawił Franciszka tradycyjnie we franciszkańskim habicie, klęczącego na skale. Jego wzrok spoczywa na czaszce, którą trzyma delikatnie w dłoniach. Trzyma ją nieco oddaloną od siebie, lekko podtrzymując palcami. Można mieć wrażenie, że lada chwila wypadnie mu z rąk. Poniżej, z lewej strony, o tę samą skałę, na której klęczy Franciszek, oparty jest brat Leon, widziany od pasa w górę, z głową w zgubionym profilu. Jego dłonie splecione są w geście modlitewnym, wspomagając w ten sposób świętego w jego rozważaniach o śmierci.

## Inne wersje

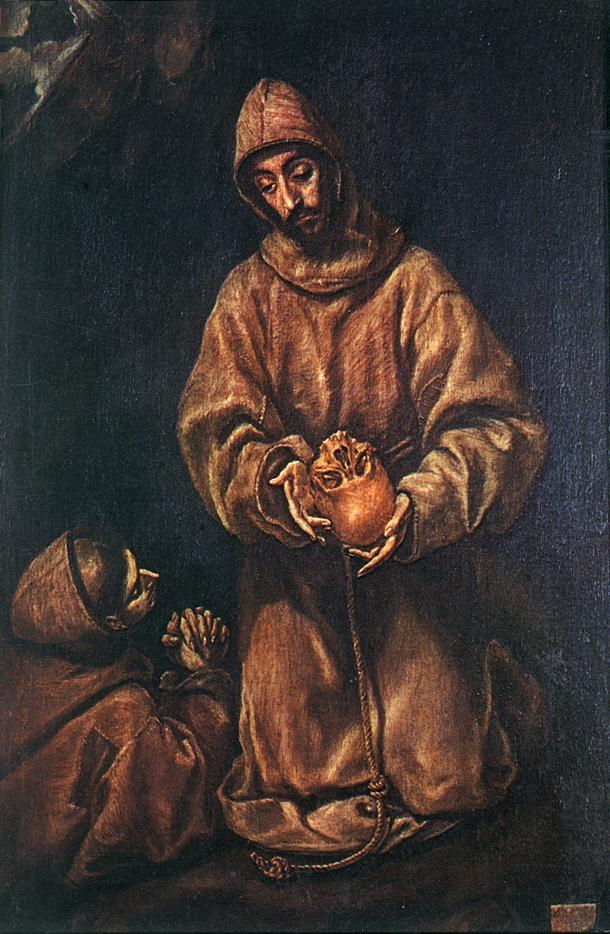
Święty Franciszek z bratem Leonem, (1600 – 1606), 102 × 65 cm Museo del Greco, Toledo
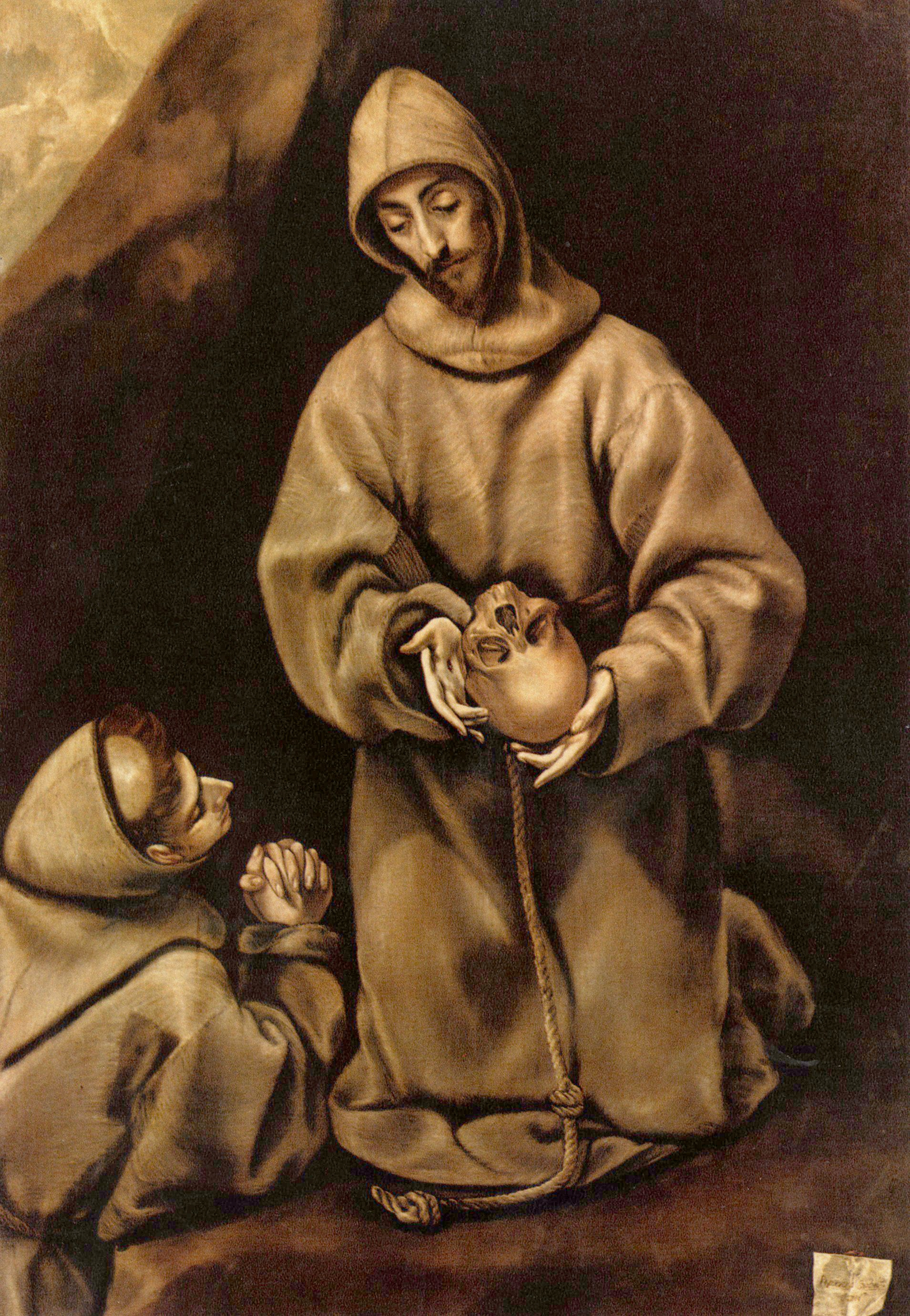
Święty Franciszek z bratem Leonem, (1596-1601), 110 × 67 cm, Pinacoteca di Brera, Mediolan
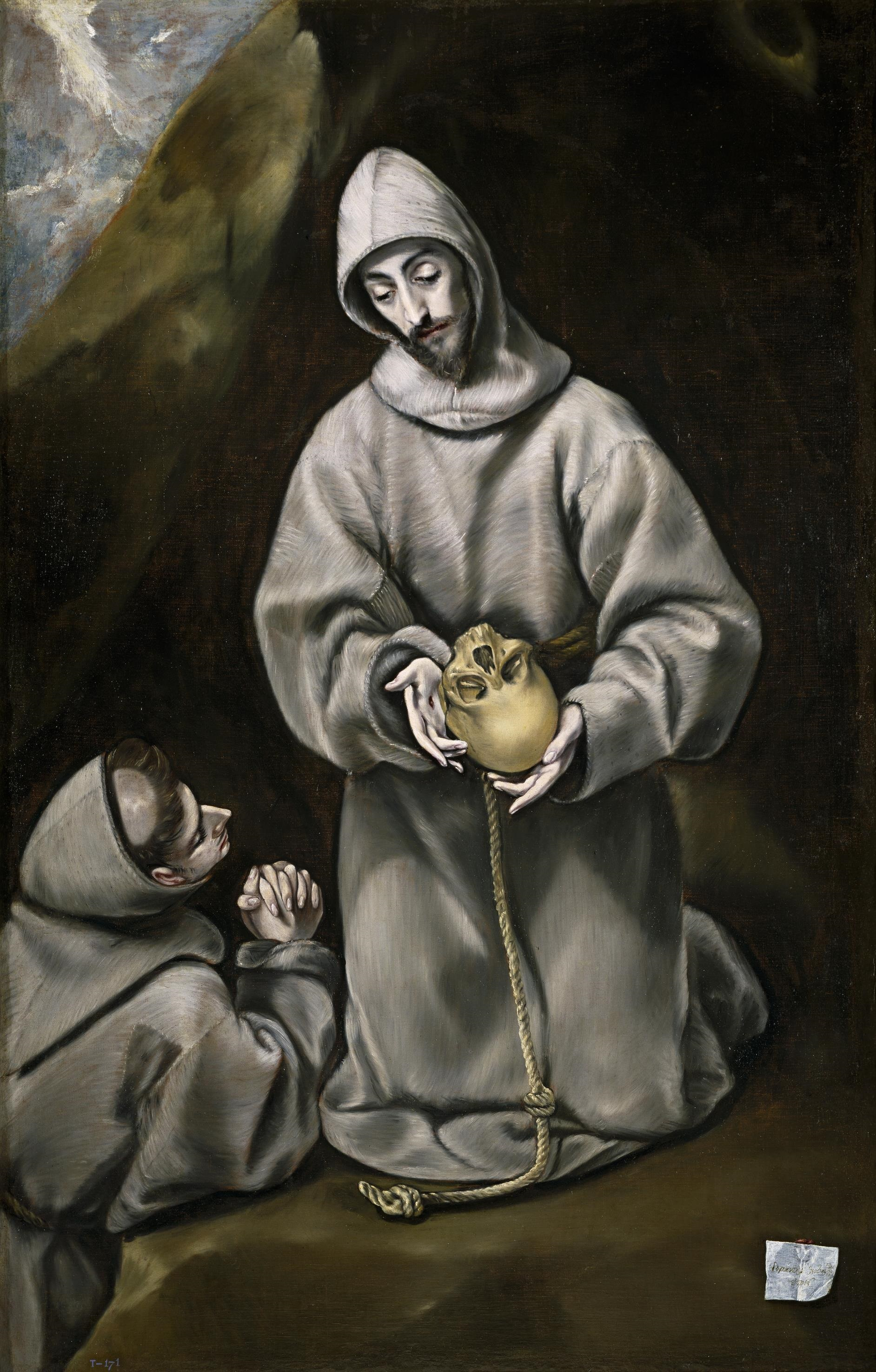
Święty Franciszek z bratem Leonem (1600-1614) 160 × 103 cm, Prado, Madryt

- Święty Franciszek z bratem Leonem – (1597-1603), 155 × 100 cm, kol. Max G. Bollag, Zurich
- Święty Franciszek z bratem Leonem – (1597-1603), 122 × 80 cm, Barnes Foundation, Merion
- Święty Franciszek z bratem Leonem – (1597-1603), 50 × 38 cm, kol. Simonsen, São Paulo
- Święty Franciszek z bratem Leonem – (1604-1614), 110 × 64 cm, prywatna kolekcja; obrz nabyty w połowie XIX wieku przez hrabiego Adanero, następnie w kolekcjach Marqués de Castro Serna (1902-8); Conde de Campo Giro, 1927; Marqués de Albayda. Obraz był wystawiany w Madrycie, w Museo Nacional de Pintura, na wystawie dzieł El Greca w 1902 roku (no. 52). W grudniu 1996 roku obraz został sprzedany na aukcji w domu aukcyjnym Christie's za kwotę 1,486,500 funtów prywatnemu kolekcjonerowi[1].
- Święty Franciszek z bratem Leonem – 1600, 83 × 58 cm, Katedra w Toledo[2]
- Święty Franciszek z bratem Leonem – (1597-1603), 168.5 × 103.2, National Gallery of Canada